# K2-3 b
K2-3b, также EPIC 201367065 b — экзопланета у красного карлика K2-3.
Обращается вокруг K2-3 каждые 10 дней. Это самая большая и самая массивная планета системы K2-3. Радиус K2-3b в 2,3 раза больше радиуса Земли, а масса почти в 7 раз больше. Её плотность около 3,0 г/см3 указывает на состав почти полностью воды или водородную оболочку, составляющую 0,7% от массы планеты.